# AIDC F-CK-1 Ching-Kuo
AIDC F-CK-1 Ching-Kuo (chiń. 經國號戰機) – tajwański myśliwiec skonstruowany w zakładach Aerospace Industrial Development Corporation (AIDC) przy wydatnej pomocy firm amerykańskich a będący na wyposażeniu Sił Powietrznych Republiki Chińskiej.

## Historia

### Geneza
W wyniku wojny domowej, wygranej przez Mao Zedonga w 1949 roku, część sił Kuomintangu z marszałkiem Czang Kaj-szekiem na czele uciekło na Tajwan. Na wyspie znalazło również schronienie lotnictwo należące do Narodowych Chińskich Sił Powietrznych. Napięte stosunki panujące pomiędzy komunistycznymi Chinami kontynentalnymi a siłami Kuomintangu stacjonującymi na wyspie sprawiły, że siły powietrzne Tajwanu utrzymywane były w bardzo wysokim stopniu gotowości. Tajwańscy piloci wykonywali około 700 – 800 godzin lotów rocznie. Na uzbrojeniu lotnictwa znajdowały się samoloty produkcji amerykańskiej. Stany wspierały militarnie i gospodarczo swoich sojuszników. W 1954 roku pojawiły się nowoczesne jak na tamte czasy myśliwce North American F-86 Sabre. W kolejnych latach przybyły North American F-100 Super Sabre, McDonnell F-101 Voodoo, Lockheed F-104 Starfighter i Northrop F-5 Freedom Fighter. Pod koniec lat 70. XX wieku Tajwan stanął przed koniecznością wymiany starzejącego się sprzętu, w grę wchodziły dwa typy samolotów, był to General Dynamics F-16 Fighting Falcon lub Northrop F-20 Tigershark. Jednak zapoczątkowana przez prezydenta Stanów Zjednoczonych Richarda Nixona polityka normalizacji stosunków z Chińską Republiką Ludową spowodowała odmowę sprzedania samolotów Tajwanowi.

### Program budowy

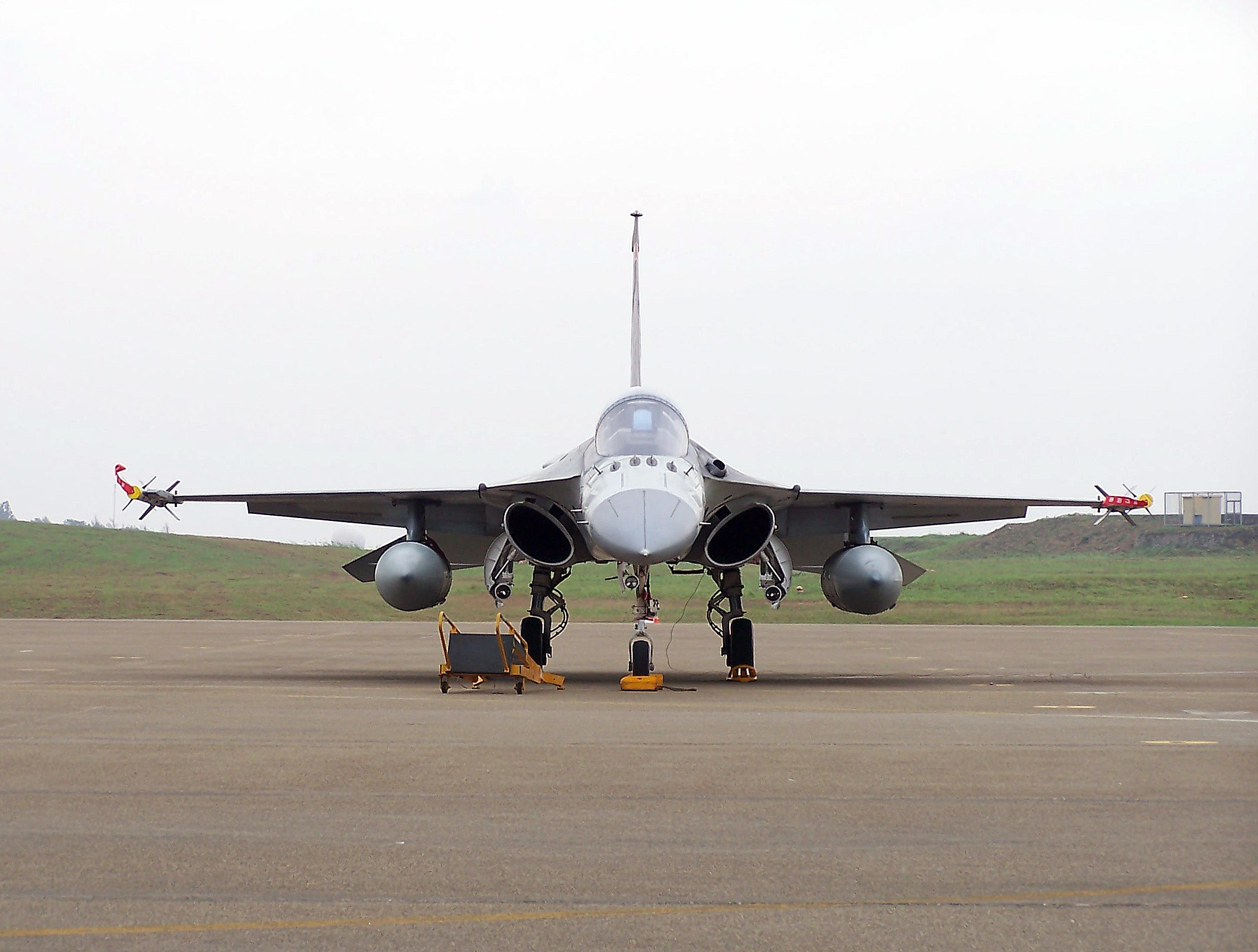

W konsekwencji tej decyzji Tajwan postanowił sam wybudować nowy samolot. Amerykańska odmowa sprzedaży gotowego produktu nie wpłynęła na ogromny udział firm z USA w programie budowy nowej maszyny. Głównym wykonawcą zostały zakłady AIDC, które miało spore doświadczenia w budowie i konstruowaniu nowych samolotów, między innymi to tutaj produkowano licencyjną wersję samolotu F-5. Decyzja o podjęciu prac nad nowym samolotem określanym jako Indigenous Defence Fighter (IDF), własny samolot myśliwski obrony powietrznej, zapadła w 1982 roku kiedy stało się już jasne, że nie ma szans na kupno nowych samolotów w USA. Projekt został nazwany An Hsiang (Bezpieczny Lot). W ramach głównego projektu w 1983 roku rozpoczęto podprojekty Ying-Yang (鷹揚/Szybujący Orzeł) w kooperacji z General Dynamics, którego celem była budowa płatowca. Yun-Han (雲漢/Człowiek z Obłoków), którego celem była budowa silników wraz z Garrett AiResearch. Tien-Lei (天雷/Grom), którego celem było wykonanie i integracja systemów pokładowych wraz z firmami GE Aviation Systems, Lear Astronics, Litton Industries i Martin-Baker. Tien-Chien (天劍/Niebieski Miecz), którego celem była budowa i integracja uzbrojenia pokładowego. W zamyśle projektantów nowa maszyna miała stawić czoła konstrukcjom z kontynentu: Shenyang J-8, Chengdu J-7 i projektowanym Nanchang J-12. Obecność General Dynamics w projektowaniu płatowca spowodowała, że jest on podobny do F-16, z kolei w celu wybudowania silników, AIDAC wraz z Garrett AiResearch powołały do życia konsorcjum International Turbine Engine Corporation (ITEC). W 1988 roku samolot otrzymał oficjalną nazwę Ching-kuo od nazwiska prezydenta Republiki Chińskiej. Wybudowano cztery prototypy. Trzy jednomiejscowe i jeden dwumiejscowy. Pierwszy z nich, oznaczony numerem seryjnym 77-8001 po raz pierwszy wzbił się w powietrze 28 maja 1989 roku. 27 września tego samego roku oblatano drugi prototyp z numerem 77-8002. 10 stycznia 1990 roku poleciał trzeci prototyp 77-8003, który wyposażony był w zmodyfikowane wloty powietrza do silników. Czwarta maszyna 77-8004 w wersji dwumiejscowej wzbiła się w powietrze 10 lipca 1990 roku. 12 lipca 1991 roku w wyniku drgań płatowca podczas przekraczania bariery dźwięku rozbiciu uległ drugi prototyp. Rok później z pokładu samolotu dokonano pierwszego odpalenia pocisku TC-1 Sky Sword I. Do końca 1993 roku wszystkie maszyny wylatały ponad 1200 godzin. W październiku 1990 roku rozpoczęto montaż pierwszych dziesięciu samolotów przedseryjnych.Do końca 1992 r. pierwsze cztery z tych maszyn rozpoczęły służbę w Siłach Powietrznych, ostatni samolot przedseryjny dostarczono do końca 1993 r. a rok później zaczęły pojawiać się pierwsze egzemplarze seryjne. Z początkowo planowanej ilości 256 sztuk wybudowano 131 samolotów a produkcję zakończono w 1999 roku. Ostatnia z zamówionych maszyn została dostarczona w styczniu 2000 roku. 
W 2001 roku AIDC we współpracy z National Chung-Shan Institute of Science and Technology (NCSIST), na podstawie zlecenia tajwańskiego ministerstwa obrony, rozpoczęła prace modernizacyjne samolotu, których celem było zwiększenie ich możliwości bojowych. W ramach programu Xiang Sheng, maszyny otrzymały nową, cyfrową awionikę szklany kokpit, z trzema kolorowymi monitorami, nowy komputer sterowania lotem, zmodyfikowano system samoobrony, nawigacji, transponder i radiostację. Nowe samoloty otrzymały zmodernizowaną stację radiolokacyjną, opartą na używanym GD-53 ale o zwiększonym zasięgu. Wzmocniono konstrukcję płatowca i podwozia, maszyny otrzymała również nowy system walki elektronicznej i wskaźnik HUD, powiększono objętość wewnętrznych zbiorników paliwa, jego zapas wzrósł o 771 kg. Dzięki modernizacji węzłów podwieszeń, rozszerzono zakres przenoszonego uzbrojenia. Dzięki czemu samolot mógł przenosić cztery kierowane pociski powietrze-powietrze średniego zasięgu TC-2 Tien Chien II i dwa krótkiego zasięgu TC-1 Tien Chien I. Sprawdzono również wersję z konforemnymi zbiornikami paliwa ale nie wprowadzono jej do produkcji. Uroczyste wytoczenie z hangaru pierwszego jednomiejscowego F-CK-1C odbyło się 19 lipca 2006 roku a oblot 5 października 2006 roku (4 października 2006). 15 marca 2007 roku po raz pierwszy wzbił się w powietrze dwumiejscowy, zmodernizowany F-CK-1D. 27 marca 2007 roku, podczas oficjalnej prezentacji samolotu, prezydent chińskiej republiki, nadał maszynie nazwę Xiong Ying (Hsiung Ying - Brave Hawk, Goshawk). W grudniu 2009 roku AIDC dostał kontrakt na modernizacje do nowego standardu 71 samolotów. 30 czerwca 2011 roku przekazano lotnictwu pierwszy zmodernizowany myśliwiec a 16 stycznia 2014 roku ostatni z nich. 13 sierpnia 2014 roku AIDC dostał kontrakt na modernizacje pozostałych 56 maszyn (w międzyczasie utracono cztery samoloty, jedną w wersji A i trzy w wersji B). Ostatnia zmodyfikowana maszyna została przekazana siłom powietrznym 21 grudnia 2017 roku. Początkowo nosiły one oznaczenie F-CK-1A/B MLU (Mid-LifeUpgrade) aby ostatecznie pozostać przy F-CK-1C/D.

## Konstrukcja
Ching-Kuo jest dwusilnikowym średniopłatem o konstrukcji metalowej, napędzanym dwoma silnikami turbowentylatorowymi ITEC Garrett/AIDAC TFE1042-70. Silniki powstały w wyniku współpracy firmy AIDC i Garrett AiResearch. Napęd ma konstrukcję modułową i oznaczenie US Air Force F125-GA-100. Wersja bez dopalacza ma oznaczenie F124. Wloty powietrza do silników znajdują się po obu stronach kadłuba pod skrzydłami. Wolnonośne skrzydła o obrysie trapezowym, wielodźwigarowe wykonane ze stopów aluminium. Na końcówkach skrzydeł zamontowane są wyrzutnie pocisków klasy powietrze – powietrze. Kadłub o konstrukcji półskorupowej również wykonany ze stopów aluminium. Statecznik pionowy o trapezowym obrysie ze sterem kierunku. Stateczniki poziome, płytowe zbudowane z kompozytów. Podwozie trójgoleniowe, każda z goleni zaopatrzona w jednokołowy zespół. Podwozie przednie chowane do przodu do wnęki w kadłubie, podwozie główne chowane do wnęk wbudowanych w kanałach doprowadzającyh powietrze do silników. Wewnętrzne zbiorniki paliwa o pojemności 2517 dm³. Cyfrowy układ sterowania Fly-by-wire z drążkiem po prawej stronie fotela. Samolot posiada impulsowy dopplerowski radar GD-53 Golden Dragon, przystosowany do poszukiwania celów powietrznych i morskich oraz do obserwacji i atakowania celów naziemnych. Układ nawigacji bezwładnościowej Honeywell H423.

## Uzbrojenie
Samolot przenosi uzbrojenie:
- Stałe:
  - sześciolufowe działko kalibru 20 mm M61 Vulcan po lewej stronie kadłuba, pod wydłużeniem krawędzi natarcia płata z fotokarabinem Photo Sonics
- Podwieszane na sześciu węzłach (dwóch podkadłubowych, dwóch pod skrzydłowych i dwóch na końcach skrzydeł):
  - 2 x TC-1 Sky Sword I (pociski powietrze – powietrze)
  - 2 x TC-2 Sky Sword II (pociski powietrze – powietrze)
  - Bomby kasetowe Wan Chien
  - 2 x Hsiung Feng II (pociski powietrze – woda)
  - 2 x Hsiung Feng III L (pociski powietrze – woda) - Pomniejszona wersja pocisku Hsiung Feng III odpalanego z ziemi